# Bernd Arnholdt
Bernd Arnholdt (* 5. Oktober 1961) ist ein ehemaliger deutscher Fußballspieler.

## Karriere
Arnholdt spielte ab 1973 im Kinder- und Jugendbereich des F.C. Hansa Rostock. 1981/82 rückte er aus der Nachwuchsoberligamannschaft im Laufe der Saison 1981/82 in den Oberliga-Kader auf. In der Saison 1985/86 stieg Arnholdt mit dem F.C. Hansa als Tabellenvorletzter aus der Oberliga ab, in der Folgesaison der DDR-Liga schaffte das Team den direkten Wiederaufstieg. In der Aufstiegssaison stand Arnholdt mit dem F.C. Hansa im Endspiel des FDGB-Pokals und unterlag dort dem 1. FC Lokomotive Leipzig im Stadion der Weltjugend in Berlin mit 1:4. Für Hansa spielte er bis Ende 1987.
Von November 1987 bis 1989 lief er für die ASG Vorwärts Stralsund und von 1989 bis zum Frühjahr 1990 für die BSG Schifffahrt/Hafen Rostock auf. Im Frühjahr 1990 kehrte er zum F.C. Hansa zurück und spielte hier bis 1991. In der Saison 1990/91, der letzten Saison der Oberliga, gewann er mit Rostock den Meistertitel sowie den FDGB-Pokal. In der Meistersaison kam Arnholdt auf zwei Oberligaeinsätze; im Pokal blieb er ohne Einsatz. Anschließend lief er für die Hansaamateure auf.
Insgesamt bestritt Arnholdt 76 DDR-Oberliga-Spiele und 17 DDR-Liga-Spiele für den F.C. Hansa Rostock und erzielte dabei ein Oberligator. Bernd Arnholdt lief 14-mal für die U-18– und zweimal für die U-21–Nationalmannschaft der DDR auf.

## Weiterer Werdegang
In der Saison 2007/08 war Arnholdt Co-Trainer im Nachwuchsbereich des F.C. Hansa.